# True (Jon Anderson)
True is een studioalbum waarop een samenwerking plaatsvindt tussen Jon Anderson en The Band Geeks.

## Inleiding
In 2023 ging Anderson op tournee waarbij hij terugschakelde naar de muziek van zijn voormalige band Yes; de titel van de concertreeks zegt voldoende: Yes, epics, classics and more.. Voor die concertreeks schakelde hij The Band Geeks in, waarvan het bekendste lid Richie Castellano is vanuit Blue Öyster Cult. Beiden zagen wel wat in het uitbrengen van een gezamenlijk album en begonnen werk heen en weer te sturen en via Zoom Video Communications te werken. Al snel kwam er de melding naar buiten dat ze inderdaad bezig waren met de opnamen van een gezamenlijk album. Uitgifte van het album werd ondersteund door twee singles: Shine on en True messenger. De titel van het album voert terug op dat laatste nummer, maar ook naar de levenswijze van Bob Marley en andere Rastafari met hun gezegde “Hey man, true”.  
Anderson zei zelf dat hij al sinds tijden niet meer door de andere leden van Yes gevraagd wordt, alhoewel hij ook openliet of hij daartoe bereid was. Ondertussen was hij wel bezig met het op papier zetten van musicals, waaronder één over het leven van Marc Chagall. 

## Musici
- Jon Anderson – zanger, harp
- Richie Castellano – basgitaar, toetsen, zang
- Andy Ascolese – drumstel, percussie, toetsen
- Andy Graziano – gitaar, zang
- Christopher Clark – toetsen
- Robert Kipp – hammondorgel, zang
- Anne Marie Nacchio – aanvullende zang.

## Muziek
| Nr. | Titel                                                             | Duur  |
| --- | ----------------------------------------------------------------- | ----- |
| 1.  | True messenger (Anderson, Jamie Dunlap, Castellano)               | 5:50  |
| 2.  | Shine on (Anderson, Castellano)                                   | 4:18  |
| 3.  | Counties and countries (Anderson)                                 | 9:51  |
| 4.  | Build me an ocean (Anderson, Jimmy Haun)                          | 3:20  |
| 5.  | Still a friend (Anderson, , Castellano, Ascolese, Clark)          | 5:02  |
| 6.  | Make it right (Anderson, Jonathan Elias , Castellano)             | 6:07  |
| 7.  | Realization part two (Anderson, Haun)                             | 3:33  |
| 8.  | Once upon a dream (Anderson, Elias , Castellano, Ascolese, Clark) | 16:32 |
| 9.  | Thank God (Anderson, Robin Crow)                                  | 3:49  |

Bovenstaande nummers zijn niet allemaal nieuw. Zo was Once upon a dream al acht jaar oud, maar kreeg het met deze band en muziekproducent een betere balans. Er werd een vergelijking gemaakt met het in Yeskringen bekende nummer Awaken. Counties en countries is daarentegen nieuw; een lied waarin Anderson zingt over de alom aanwezige schoonheid op Aarde en dat we daar toch vooral zuinig op moeten zijn. Thank God was origineel bedoeld voor een album opgenomen in Nashville (Tennessee), waarvan Anderson hoge verwachtingen had, maar nooit werd uitgegeven. Het is een indirect bedankje aan God; het is een dankbetoon dat hij zijn vrouw June heeft ontmoet.

## Nasleep
Anderson gaf al vrij snel toe dat hij eindelijk weer eens zong met een versie van Yes, die hij nooit had gehad. De klank van het album lag volgens platenlabel Frontiers Music dan ook dicht tegen de succesvolle jaren van Yes aan (met uitzondering van de tijd rond 90125); zo werden Fragile en Close to the Edge genoemd, maar ook The ladder. Die klank wordt bereikt door de zang van Anderson, maar ook door het basspel van Castellano.
Al tijdens de uitgifte waren Anderson en The Band Geeks alweer op tournee, waarbij Carl Palmer een aantal keer mee zou spelen. Anderson en Palmer hadden al in de jaren zeventig kennis met elkaar gemaakt; zowel Yes als Emerson, Lake & Palmer traden toen op in de Marquee Club. 
Het album haalde voor zover bekend alleen een notering in de Zwitserse albumlijst (1 week genoteerd, plaats 44).